# Puuhevonen
Puuhevonen (en finés Caballo de Madera) es un recopilatorio de canciones finlandesas para niños que salió a la venta en 14 de noviembre de 2007.
La edición de este álbum estuvo motivada porque ambas cantantes de PMMP, Paula Vesala y Mira Luoti, estaban embarazadas cuando se grabó. Llegó al puesto #3 de los discos más vendidos de Finlandia.

## Canciones
1. Puuhevonen (Caballo de Madera)
2. Jospas minä kissan saisin (Si yo tuviera un gato)
3. Lörpötys (Parloteo)
4. Katinka
5. Minä soitan harmonikkaa (Yo toco la harmonica)
6. Täti Monika (Tía Mónica)
7. Etkö ymmärrä (¿No lo entiendes?)
8. Hyljätty nukke (La foquita duerme)
9. Magdaleena (Magdalena)
10. Neljä kissanpoikaa (Cuatro niños-gato)
11. Mustan kissan tango (El tango del gato negro)
12. Suojelusenkeli (Angel de la Guarda)
13. Ihahaa (Jajaja)
14. Pikku Lauri (Pequeño Lauri)
15. Hyvin hiljaa (Muy callados)

## Sencillos extraídos
- «Täti Monika»